# Primiero San Martino di Castrozza
Primiero San Martino di Castrozza település Olaszországban, Trento megyében. Lakosainak száma 5016 fő (2023. január 1.). Primiero San Martino di Castrozza Canale d’Agordo, Canal San Bovo, Cesiomaggiore, Falcade, Gosaldo, Imer, Mezzano, Moena, Sagron Mis, Predazzo és Taibon Agordino községekkel határos.

## Történeleme
San Martino di Castrozza 2016-ban jött létre a korábban önálló Fiera di Primiero, Siror, Tonadico és Transacqua települések egyesüléséből. 

## Népesség
A település népességének változása:
| Lakosok száma | 5400 | 5398 | 5016 |
|               | 2017 | 2018 | 2023 |

## Képek

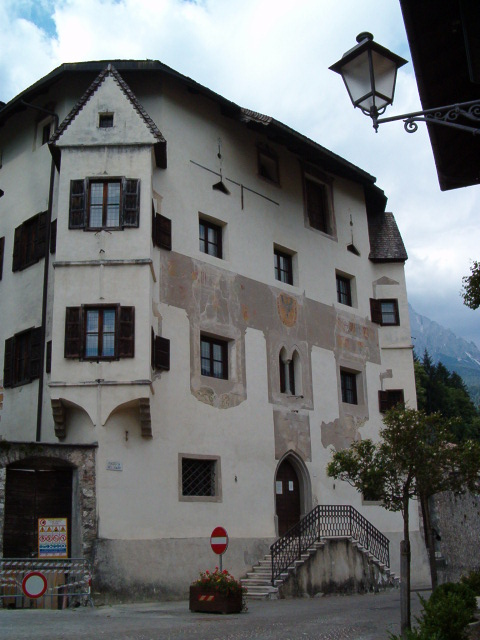
Palazzo delle miniere
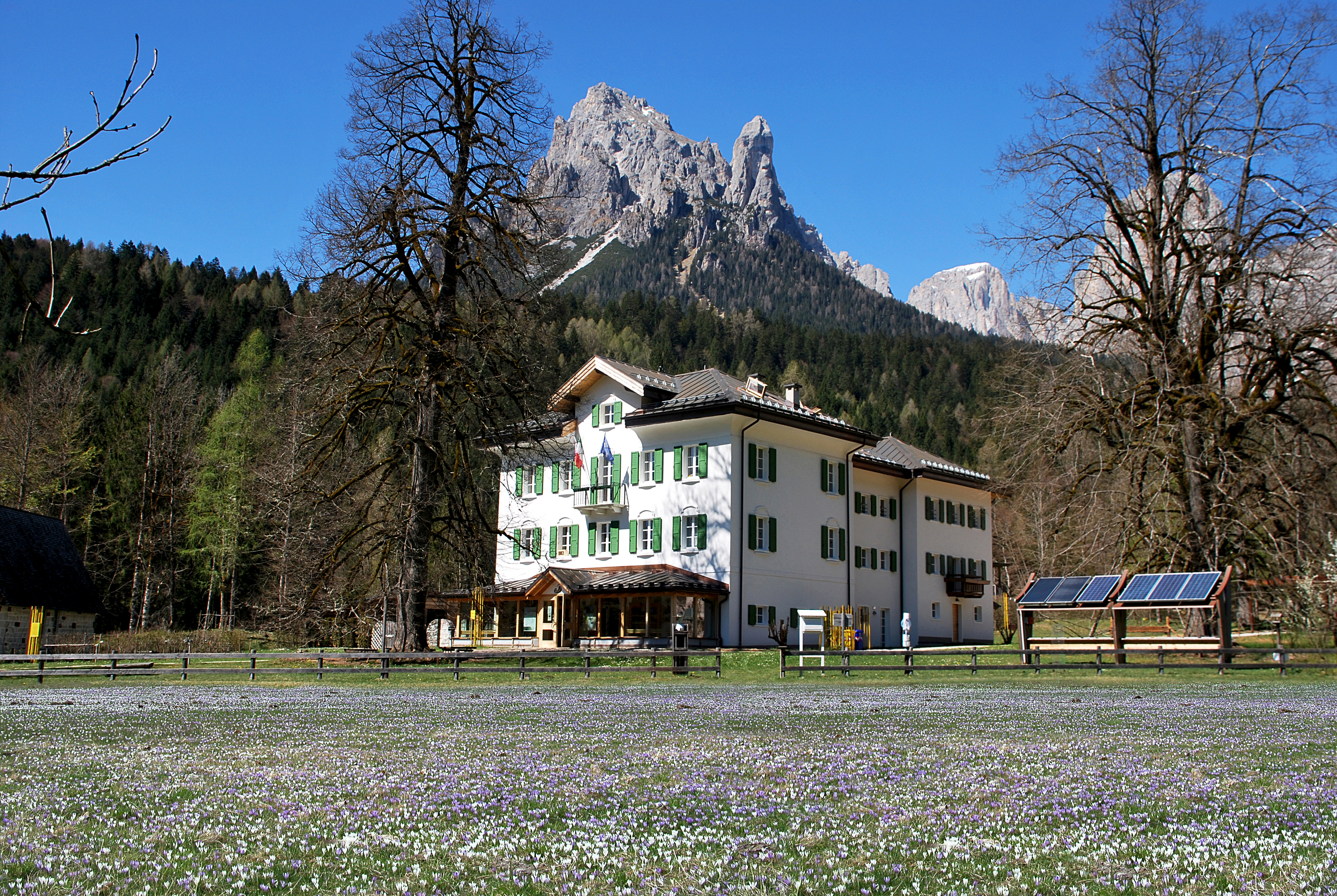
Villa Welsperg
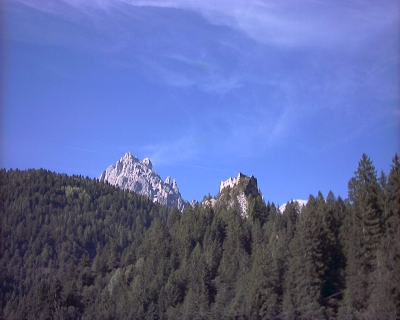
Castel Pietra